# Jefferson Bispo Lacerda
Jefferson Bispo Lacerda (nascido em 28 de janeiro de 1962) é um atleta brasileiro de canoagem (caiaque) de velocidade que competiu no início dos anos 1990. Nos Jogos Olímpicos de Verão de 1992 em Barcelona, ele competiu em dupla, com Alvaro Acco Koslowski, mas acabaram sendo eliminados nas repescagens nos eventos do K-2 500 metro[carece de fontes?] e no K-2 1000 metros.
A sua influência, no entanto, foi fundamental como o primeiro atleta olímpico da cidade de Ubaitaba.
Jefferson foi professor de educação física, na cidade de Ubaitaba. Como professor e personalidade da cidade, ele incentivou uma série de jovens ubaitabenses, entre ele o medalhista olímpico Isaquias Queiroz.
Ele foi fundamental para dar visibilidade às competições de canoagem e caiaque de Ubaitaba.  A cidade é considerada um berço da canoagem competitiva no Brasil.